# Azirin
Az azirin, pontosabban 2H-azirin heterociklusos vegyület, háromtagú gyűrűjét két szén- és egy nitrogénatom alkotja, a nitrogén és az egyik szénatom között kettős kötés található. Telített származéka az aziridin. Az azirinnek két izomerje létezik: az 1H-azirinben a két szénatom között található kettős kötés, ám ez a forma nem stabil és tautomerjévé, 2H-azirinné alakul át. A 2H-azirin gyűrűs iminnek tekinthető, izolálható vegyület.

## Előállítása
Előállítható vinil-azid magas hőmérsékleten és csökkentett nyomáson végzett hőbontásával. Melléktermékként acetonitril és keténimin keletkezik. A reakció nitrén köztiterméken át játszódik le. Másik előállítási mód a megfelelő aziridin oxidációja.

## Tulajdonságai
Abszorpciós maximuma n-pentánban λ = 229 nm [hullámhossz]nál található, azaz az ultraibolya tartományba esik.
Az azirinből származtatható azirinium kation a legkisebb, aromás tulajdonságú heterociklusos részecske.

A mezomériastabilizált aziriniumkation

## Reakciói
Erősen feszült gyűrűje miatt rendkívül reakcióképes, elektrofilekkel és nukleofilekkel gyűrűfelnyílás közben reagál. A Neber-átrendeződés során köztitermékként azirinszármazék keletkezik.
Az azirinek (300 nm hullámhossz alatti) fotolízise nagyon hatékony módszer a nitril-ilidek előállítására. A nitril-ilidek dipoláris vegyületek, és számos dipolarofillel reagáltathatók heterociklusos vegyületek, például pirrolinok keletkezése közben.

## Fordítás
- Ez a szócikk részben vagy egészben  az   Azirin című német Wikipédia-szócikk ezen változatának fordításán alapul.  Az eredeti cikk szerkesztőit annak laptörténete sorolja fel. Ez a jelzés csupán a megfogalmazás eredetét és a szerzői jogokat jelzi, nem szolgál a cikkben szereplő információk forrásmegjelöléseként.
- Ez a szócikk részben vagy egészben  az   Azirine című angol Wikipédia-szócikk ezen változatának fordításán alapul.  Az eredeti cikk szerkesztőit annak laptörténete sorolja fel. Ez a jelzés csupán a megfogalmazás eredetét és a szerzői jogokat jelzi, nem szolgál a cikkben szereplő információk forrásmegjelöléseként.